# Ауфшнайтер, Петер
Петер Ауфшнайтер (нем. Peter Aufschnaiter; 2 ноября 1899, Кицбюэль, Тироль, Австро-Венгрия — 12 октября 1973, Иннсбрук, Тироль, Австрия) — австрийский альпинист, картограф и учёный.

## Биография

### Ранние годы. Деятельность в Третьем Рейхе
Родился в семье плотника. Посещал реальную гимназию в Куфштайне. Ещё в бытность гимназистом в 1917 г. был призван в армию. Служил на Итальянском фронте Первой мировой войны. После окончания гимназии переехал в Мюнхен, где изучал сельское хозяйство.
Альпинизмом начал заниматься с юности. В 1929 и 1931 гг. участвовал в немецких экспедициях под руководством Пауля Бауэра на Канченджанга в Сиккиме. В ходе этих экспедиций Ауфшнайтер начал изучать тибетский язык.
В 1933 г. вступил в НСДАП. В 1936—1939 гг. Ауфшнайтер был управляющим делами Германского Гималайского фонда (Deutsche Himalaya-Stiftung), занимавшегося организацией и финансированием гималайских экспедиций. Сам фонд возглавлял Пауль Бауэр. В 1939 г. возглавил экспедицию нацистской Германии на вершину Нангапарбат (Британская Индия, сейчас Пакистан).

### Жизнь в Азии
3 сентября 1939 г., после объявления Великобританией войны с Германией, был, вместе с другими членами экспедиции интернирован в лагерь Дехрадун. 29 апреля 1944 г. Ауфшнайтеру, Генриху Харреру и нескольким другим пленникам удалось бежать. Беглецы разделились на группы и разошлись по разным направлениям. Ауфшнайтер и Харрер более полутора лет провели в различных районах Тибета, пока 15 января 1946 г. не пришли в Лхасу. Там они стали работать в качестве служащих в тибетской администрации. Ауфшнайтер разработал планы постройки гидроэлектростанции и канализации в Лхасе, осуществил лесопосадки и регулировку уровня рек, совместно с Харерром осуществил топографическую съёмку тибетской столицы. Помимо этого, им были произведены археологические раскопки.
Из-за вторжения в Тибет китайских войск Ауфшнайтер и Харрер были вынуждены 20 декабря 1950 г. вместе с караваном Далай-Ламы покинуть Лхасу. Харрер отправился прямиком в Индию, а Ауфшнайтер почти на год задержался в южнотибетском городе Гьяндзе. В 1952—1956 гг. он работал в Нью-Дели в качестве картографа для индийской армии, с 1956 г. — сельскохозяйственным экспертом в ФАО. Жил в Катманду, получил непальское гражданство. Посещал закрытые для иностранцев районы Непала. В ходе одной из поездок обнаружил ценные фрески времён раннего буддизма. В 1971 г. тайно посетил Тибет. Впоследствии вернулся в Австрию.
Состоял в активной переписке с такими тибетологами и исследователями Азии, как Джузеппе Туччи, Свен Гедин, Хью Ричардсон. Архив Ауфшнайтера хранится в Этнографическом музее Цюрихского университета.

### В культуре
В 1997 году по одноимённой автобиографической книге Генриха Харрера режиссёром Жан-Жак Анно был снят фильм. В роли Петера Ауфшнайтера снялся актер Дэвид Тьюлис.

## Сочинения
- "Восемь лет в Тибете. Дневники Петера Ауфшнайтера", Деком, 2019, ISBN 978-5-89533-435-5.
- Peter Aufschnaiter. Sein Leben in Tibet. Innsbruck, Steiger Verlag, 1988.
- Lands and Places of Milarepa. In: East and West. N.S. 26, 1976, S. 175—189.
- Prehistoric Sites discovered in inhabited Regions of Tibet. In: East and West 7. 1956, S. 74-88.
- Bruno J. Richtsfeld (Bearb., Hrsg.): Peter Aufschnaiters nachgelassene Aufzeichnungen über seine Reise durch Nordwestnepal nach Khochar in Tibet im Jahre 1971. Ergänzt durch Giuseppe Tuccis Schilderung seines Besuches in Khochar 1935 und Swami Pranavânandas Beschreibung des Klosters von Khochar 1939. In: Münchner Beiträge zur Völkerkunde. Jahrbuch des Staatlichen Museums für Völkerkunde München 10/2006, Verlag des Staatlichen Museums für Völkerkunde München, München 2006. S. 183—232